# Nothin' on You
"Nothin' on You" là đĩa đơn đầu tay của rapper người Mỹ B.o.B từ album The Adventures of Bobby Ray, với sự góp giọng của Bruno Mars. Đĩa đơn đã được phát hành ngày 2 tháng 2 năm 2010. Một phiên bản remix chính thức của bài hát, hợp tác cùng Big Boi đã được phát hành ngày 21 tháng 3. Ca khúc đã đạt vị trí quán quân ở Hà Lan, Vương quốc Anh và Hoa Kỳ. Nó cũng đã nhận được 3 đề cử cho giải Grammy, trong đó có hạng mục Ghi âm của năm, tại Giải Grammy lần thứ 53.

## Các phiên bản chính thức
- "Nothin' on You" (Album Version) (hợp tác với Bruno Mars)
- "Nothin' on You" (Radio Edit) (hợp tác với Bruno Mars)
- "Nothin' on You" (Remix) (hợp tác với Bruno Mars & Big Boi)
- "Nothin' on You" (Warren G Remix) (hợp tác với Bruno Mars & Warren G)
- "Nothin' on Me" (Cover) Mac Miller
- "Nothin' on You" (Digital release) (hợp tác với Jay Park)
- "Nothin' On You" - XV (rapper)
- "Ain't Got Nothin' On You (Sarah Palin)" - Barack Obama

## Bảng xếp hạng
| Bảng xếp hạng (2010)                     | Vị trí cao nhất |
| ---------------------------------------- | --------------- |
| Úc (ARIA)                                | 3               |
| Áo (Ö3 Austria Top 40)                   | 28              |
| Bỉ (Ultratop 50 Flanders)                | 44              |
| Bỉ (Ultratop 50 Wallonia)                | 40              |
| Brazil (Crowley Broadcast Analisys)      | 52              |
| Canada (Canadian Hot 100)                | 10              |
| Đan Mạch (Tracklisten)                   | 24              |
| Hà Lan (Dutch Top 40)                    | 1               |
| Châu Âu Hot 100 Singles (Billboard)      | 5               |
| Pháp Download (SNEP)                     | 30              |
| Đức (GfK)                                | 22              |
| Ireland (IRMA)                           | 7               |
| Ý (FIMI)                                 | 12              |
| New Zealand (Recorded Music NZ)          | 5               |
| Tây Ban Nha (PROMUSICAE)                 | 41              |
| Thụy Điển (Sverigetopplistan)            | 28              |
| Thụy Sĩ (Schweizer Hitparade)            | 28              |
| Anh Quốc (OCC)                           | 1               |
| Anh Quốc R&B (OCC)                       | 1               |
| Hoa Kỳ Billboard Hot 100                 | 1               |
| Hoa Kỳ Hot R&B/Hip-Hop Songs (Billboard) | 5               |
| Hoa Kỳ Pop Airplay (Billboard)           | 1               |

| Bảng xếp hạng (2010)     | Vị trí |
| ------------------------ | ------ |
| US Billboard Hot 100     | 11     |
| Canadian Hot 100         | 46     |
| Dutch Singles Chart      | 63     |
| Australian Singles Chart | 48     |
| Italian Singles Chart    | 85     |